# تمپل اشبروک
تمپل اشبروک (انگلیسی: Temple Ashbrook; ۲۳ مهٔ ۱۸۹۶ – ۲۱ فوریهٔ ۱۹۷۶) قایقران قایق بادبانی اهل ایالات متحده آمریکا بود.